# Liste der Naturdenkmale in Oelsnitz/Erzgeb.
Die Liste der Naturdenkmale in Oelsnitz/Erzgeb. nennt die Naturdenkmale in Oelsnitz/Erzgeb. im sächsischen Erzgebirgskreis.

## Definition
„Naturdenkmäler sind rechtsverbindlich festgesetzte Einzelschöpfungen der Natur oder entsprechende Flächen bis zu fünf Hektar, deren besonderer Schutz erforderlich ist
1. aus wissenschaftlichen, naturgeschichtlichen oder landeskundlichen Gründen oder
2. wegen ihrer Seltenheit, Eigenart oder Schönheit.“

„§ 18 – Naturdenkmäler – (zu § 28 BNatSchG)
(1) Die Erklärung nach § 22 Abs. 1 BNatSchG von Teilen von Natur und Landschaft als Naturdenkmal erfolgt durch Rechtsverordnung oder Einzelanordnung.
(2) Über § 28 Abs. 1 BNatSchG hinaus können Naturdenkmäler zur Sicherung von Lebensgemeinschaften oder Lebensstätten von im Bestand gefährdeten oder streng geschützten Arten festgesetzt werden.“

## Liste
Link zu einem Kartenansichtstool, um Koordinaten zu setzen.
| Bild                          | Bezeichnung             | Lage                                                | Beschreibung                                                                     | Datum                                                 | Nummer     |
| ----------------------------- | ----------------------- | --------------------------------------------------- | -------------------------------------------------------------------------------- | ----------------------------------------------------- | ---------- |
| mehr Fotos \| Fotos hochladen | Loh-Teiche              | Oelsnitz/Erzgeb. (50° 42′ 6,6″ N, 12° 41′ 53,2″ O)  | Fläche: ca. 55758 m²                                                             | Verordnung des Landratsamtes Stollberg vom 18.12.1996 | 364.23-188 |
| mehr Fotos \| Fotos hochladen | Börnerschlucht          | Oelsnitz/Erzgeb. (50° 42′ 20,2″ N, 12° 40′ 41,7″ O) | Fläche: ca. 33335 m²                                                             | Verordnung des Landratsamtes Stollberg vom 18.12.1996 | 364.23-189 |
| mehr Fotos \| Fotos hochladen | Luther-Buche (Rotbuche) | Oelsnitz/Erzgeb. (50° 42′ 15″ N, 12° 44′ 51,4″ O)   | Am 6. Dezember 2013 umgestürzt. Der Ersatzbaum wurde am 8. April 2014 gepflanzt. |                                                       | 89         |